# Меньшиков, Станислав Михайлович
Станисла́в Миха́йлович Ме́ньшиков (12 мая 1927 — 13 ноября 2014) — советский и российский экономист, американист. Доктор экономических наук, профессор.

## Биография
Сын М. А. Меньшикова.
В 1943 году в возрасте 16 лет поступил на факультет международных отношений МГУ (в 1944 году преобразован в МГИМО), в 1948 году стал выпускником первого набора Института.
В 1951 году защитил диссертацию «Международные соглашения по пшенице», посвящённую соглашениям, в которых СССР участвовал как экспортёр, а также теории аграрного кризиса и стратегии американской экспансии на мировых рынках. Присвоена учёная степень — кандидат экономических наук.
С 1951 года — ассистент кафедры политэкономии МГИМО, с 1952 по 1960 год старший преподаватель кафедры.
С 1953 года начал публиковать статьи об экономике в еженедельнике «Новое время». Позднее перешёл на основную работу в «Новое время», став членом его редколлегии и заведующим отделом капиталистических стран (1955—1960).
В 1958 году издательство «Соцэкгиз» (позже «Мысль») выпустило в свет первую монографию С. М. Меньшикова «Американские монополии на мировом рынке». В этом же году совершает длительную поездку по США, по возвращении из которой публикует в «Новом времени» серию очерков о США. Эти очерки были отмечены газетой «Нью-Йорк таймс» как пример объективной журналистики.
В 1960 году «Новое время» отправило С. М. Меньшикова спецкором вместе с группой журналистов, сопровождавших Н. С. Хрущёва в поездке по Индии и Индонезии. В ходе поездки взял интервью лично у Джавахарлала Неру и Сукарно.

### В ИМЭМО
С осени 1960 года — старший научный сотрудник сектора монополистического капитала США Института мировой экономики и международных отношений (ИМЭМО) АН СССР. Начинает работать над докторской диссертацией.
В 1962 году на четыре месяца был направлен в научную командировку в США по обмену. Официальная тема: «Связи банков с промышленностью». Во время поездки работал в читальном зале Нью-Йоркской фондовой биржи, библиотеке бизнес-школы Гарвардского университета.
В 1963 году защитил докторскую диссертацию «Современная структура финансовой олигархии США». В этом же году был назначен заведующим сектором монополистического капитала США ИМЭМО.
В 1964 году назначен заместителем директора ИМЭМО. Был членом редколлегий журналов «Мировая экономика и международные отношения» (1963—1971) и «ЭКО» (1969—1975).
С 1964 по 1970 год также преподавал на кафедре политэкономии экономического факультета МГУ.
В начале 1965 года «Прогресс» выпустило книгой докторскую диссертацию С. М. Меньшикова под названием «Миллионеры и менеджеры» на русском, английском и испанском языках. Книга имела успех в США и Латинской Америке. В университетах США книга была включена в списки рекомендуемой литературы для студентов-экономистов и политологов. В этом же году присвоено звание профессора.
В 1967 году принял участие во Всемирной выставке Экспо-67, проходившей в Монреале, Канада.
В 1968 году создаёт в ИМЭМО группу, которая занялась эконометрическими моделями. В этом же году решает соединить межотраслевой баланс с эконометрической моделью, которая бы, с одной стороны, развёртывала прогноз компонентов (ВВП) по спросу на продукцию отраслей экономики, а с другой стороны, прогнозировала капитальные инвестиции и личное потребление, исходя из полученных данных о заработной плате и прибылям по отраслям.
В начале 1970 года провёл три месяца в Принстоне, США. Занимается научными исследованиями, изучает Уортонскую модель Нобелевского лауреата Лоуренса Клейна. Периодически встречается с Генри Киссинджером. Приобретает опыт программирования и решения больших систем линейных и нелинейных уравнений.
В этом же году издаётся работа «Политическая экономия государственно-монополистического капитализма», где С. М. Меньшикову принадлежит глава о цикле. В ней была впервые изложена идея о появлении дополнительной материальной основы современного цикла — обновления основных фондов домашнего имущества.

### В Новосибирске
В августе 1970 года в связи с невозможностью продолжать работу над своей моделью в ИМЭМО из-за отсутствия компьютера и специалистов-программистов, перешёл на работу в новосибирский Академгородок. Становится заведующим сектором экономики капиталистических стран Института экономики и организации промышленного производства (ИЭОПП).
Также становится заведующим кафедрой политэкономии Новосибирского университета.
Основным направлением работы сектора экономики капиталистических стран были межотраслевые динамические модели. За четыре года были созданы межотраслевые модели со сравнимой структурой для США, Японии и СССР. На моделях осуществлены многочисленные аналитические и прогнозные расчёты. Результаты были частично опубликованы в монографиях «Динамические модели экономики» (1972), «Модели экономики США» (1975), «Экономические модели и прогнозы» (1975). Принципиальные основы подхода С. М. Меньшикова были изложены в его статье, которая вошла во второй том монографии по Брукингской модели, изданной в США в 1976 году под редакцией Л. Клейна.
Наиболее важным достижением тех лет С. М. Меньшиков считал создание многоотраслевой модели советской экономики. До того времени все известные попытки использования межотраслевого баланса ограничивались статическим подходом (НИЭИ Госплана) или динамикой, создаваемой отраслевыми коэффициентами фондоотдачи (ИЭОПП СО АН). Эконометрические уравнения считались не применимыми к плановой экономике.
В 1974 году издательство «Мысль» выпустило курс, который С. М. Меньшиков читал в Новосибирском университете под названием «Современный капитализм. Краткая политэкономия».

### В ООН
С 1 августа 1974 года — заместитель директора Центра планирования, прогнозирования и политики в целях развития Секретариата ООН (Нью-Йорк, США). Присвоен младший директорский ранг (D-1). По линии МИД приравнен к чрезвычайному и полномочному посланнику.
Основной задачей Центра было построение прогнозных моделей мировой экономики. С. М. Меньшикову было поручено курировать Всемирную модель нобелевского лауреата В. В. Леонтьева. Результатом этой работы был изданный на многих языках доклад ООН «Будущее мировой экономики», в котором анализировались составленные при участии Меньшикова сценарии развития мира до 2000 года.
В сентябре 1974 года по приглашению Л. Клейна принял участие в конференции проекта «ЛИНК» — международного проекта, в котором принимали участие эконометрики США, Великобритании, ФРГ, Японии, Канады, Австралии и других стран. Суть проекта заключалась в том, что эконометрики поддерживали в рабочем состоянии прогнозные модели своих экономик и дважды в год соединяли их через модель торгово-экономических потоков, поддерживаемую в Филадельфии руководителем проекта Клейном и его сотрудниками. Таким образом, страновые прогнозы сочетались с прогнозом по миру в целом.
По договорённости с Л. Клейном С. М. Меньшиков вместе со своими сотрудниками и итальянцем Антонио Коста подготовили модели восточноевропейских стран и делали по ним регулярные прогнозы. Работа заняла около полутора лет. Результаты опубликованы в 1978 году в разделе «Модели центрально-планируемых экономик» книги «Проект ЛИНК», том 2, под редакцией Л. Клейна. С этого же времени С. М. Меньшиков начал регулярно принимать участие в конференциях проекта ЛИНК.
В 1975 году издательство «Прогресс» выпустило, в том числе на английском и французском языках, книгу «Экономический цикл: новые явления».
В 1978 году Центр планирования развития Секретариата ООН разделился на два отдела, один из которых — Отдел прогнозов и перспективных исследований, возглавляет С. М. Меньшиков. Присвоен директорский ранг (D-2). Начинает также курировать Всемирную эконометрическую модель. Модель охватывала большинство развивающихся стран, выделяя каждую в отдельности и суммируя по группам и регионам. Прикладная задача данной модели заключалась в определении внутренних и внешних условий, при которых был бы возможен рост заданными темпами. Модель определяла для каждой страны её инвестиционный баланс, то есть сопоставляла потребность в капитале с внутренними ресурсами, выходя, таким образом, на потребности в инвестициях из-за рубежа. Модель также определяла внешнеторговые балансы стран, что при наличии дефицита указывало на размеры необходимого внешнего финансирования.
В 1979 году издательство «Мысль» выпустило книгу «Инфляция и кризис регулирования экономики», в которой автор уделяет большое внимание такому явлению, как стагфляция. В этом же году даёт согласие перейти на работу в ЦК КПСС.

### В аппарате ЦК КПСС
С 1 июля 1980 года — консультант международного отдела ЦК КПСС. Регулярно публиковал статьи в советских газетах и журналах: по вопросам мировой экономики в газете «Правда», о внешней политике в журнале «Международная жизнь», по теоретическим вопросам в журнале «Коммунист».
В 1982 году скончался директор ИМЭМО академик Н. Н. Иноземцев. На освободившуюся должность рассматривалась кандидатура Меньшикова, бывшего в своё время заместителем директора Института. Он пишет записку на имя Ю. В. Андропова с предложениями о дальнейшей организации работы ИМЭМО, делая акцент на необходимости развить экономическую сторону исследований и сосредоточиться на прогнозных исследованиях. Записка получает одобрение генсека. Однако в это время в Политбюро укрепляются позиции М. С. Горбачёва, который готовил себе команду единомышленников. В результате в 1983 году директором ИМЭМО стал А. Н. Яковлев.
В 1983 году было принято решение о подготовке новой программы КПСС. В группу по подготовке этой программы вошли представители Отдела пропаганды ЦК КПСС, а также директор Института США и Канады академик Г. А. Арбатов, политический обозреватель газеты «Известия» А. Е. Бовин и директор ИМЭМО А. Н. Яковлев. После получения предварительных набросков Программы, С. М. Меньшиков пишет свои замечания. По мнению Меньшикова, данная программа подготавливала курс на капитализацию страны и не учитывала рост теневого сектора экономики. Критика Меньшикова была частично опубликована в «Коммунисте», что вызвало резкие нападки со стороны группы Яковлева.
В 1984—1985 годах С. М. Меньшиков несколько раз приглашался на американские телепередачи, где ему приходилось выступать вместе с такими политиками, как госсекретарь США Дж. Шульц, Г. Киссинджер и др. Также в это время американские телекомпании заказывали интервью с Меньшиковым, которые шли в США в прямом эфире из Останкино.
В 1985 году приехал в США по приглашению ООН как член международной комиссии экспертов для обсуждения деятельности транснациональных корпораций в Южной Африке и Намибии. Задачей комиссии было осудить деятельность ТНК, которые тогда поддерживали расистский режим в ЮАР, и подготовить почву для санкций против этого режима.
В январе 1986 года без формального объяснения причин освобождён от занимаемой должности в МО ЦК КПСС, назначен консультантом в пражский журнал «Проблемы мира и социализма».  В своих дневниках бывший заместитель начальника международного отдела ЦК КПСС А.Черняев пишет, что Меньшикова уволили за разговоры с американцами, записанными КГБ, в которых тот уверял собеседников, что он «сердцевина мозгового треста и поставляет главные идеи Горбачёву».

### В Праге
В 1986 году издательство «Мысль» выпускает книгу С. М. Меньшикова «Экономика без будущего?», в которой автор пишет о тех тенденциях развития капитализма, которые представляли особую опасность для социалистической системы.
В 1988 году выходит в свет книга «Капитализм, социализм, сосуществование», которая была написана С. М. Меньшиковым и Дж. К. Гэлбрейтом. В СССР её издаёт «Прогресс», в США «Хоутон Миффлин». В ходе рекламного турне в США, авторы посещают Нью-Йорк, Бостон, Чикаго, Миннеаполис, Сан-Франциско и Вашингтон, выступают по радио и телевидению, в университетских центрах и бизнес-клубах. Книга была переведена на французский, итальянский, немецкий, японский, арабский и другие языки. Газета «Нью-Йорк таймс» поместила большое интервью с С. М. Меньшиковым о судьбе горбачёвских реформ. В СССР информация о книге появилась в «Правде», где книге была посвящена целая полоса. А журнал «Коммунист», где редактором и заведующим отделом экономической политики был в это время Е. Т. Гайдар, фактически отказывается освещать выход этой книги в СССР, оставив от предварительно взятого интервью с авторами лишь некоторые высказывания Гэлбрейта, не упоминая о книге вообще.
В 1988 году издательство «Международные отношения» выпустило первую художественную книгу Меньшикова — детектив «Тайна папок Йонсона». В 1989 году там же вышла книга С. М. Меньшикова и Л. А. Клименко «Длинные волны в экономике». Сокращённый вариант книги вышел на немецком языке во Франкфурте. Ещё раньше, в 1983 году Меньшиков опубликовал в журнале «Коммунист» статью, в которой реабилитировал в теоретическом плане концепцию длинного цикла репрессированного в 1930-х годах Н. Д. Кондратьева.
В 1990 году после закрытия «Проблем мира и социализма», становится постоянным представителем в Праге журнала «Проблемы теории и практики управления». Сотрудничал в консультантской фирме «Роберт Панеро и партнеры» (Нью-Йорк).
В этом же году «Международные отношения» издали книгу С. М. Меньшикова «Катастрофа или катарсис?», которая была переведена на английский и японский языки. Книга стала анатомией экономики горбачёвского периода. В ней впервые в советской литературе была дана статистическая картина теневого сектора и его места в общей системе. В центральной прессе рецензий на книгу не было.
В этом же году стал главным редактором ежемесячного англоязычного информбюллетеня «Ньюслеттер», в котором анализировалось состояние экономики и политики в СССР и Восточной Европе.
В сентябре 1990 года по рекомендации Дж. К. Гэлбрейта принял участие в конференции в Амстердаме на тему «Искусство, наука и духовность в меняющейся экономике». Экономику также представляли: бывший глава МВФ Хейндрикус Витевин, бывший глава «Дойче банк» Вильгельм Фридрих Кристианс и глава французского банка «Креди Лионэ» Жан-Максим Левек. Была опубликована книга с интервью со всеми участниками конференции (Art Meets Science and Spirituality in a Changing Economy, SDU Publishers, The Hague, 1990).

### После распада СССР
В 1992—1997 годах — профессор в Центре планирования развития Университета имени Эразма Роттердамского, Роттердам, Голландия. Также работал в Тинбергенском исследовательском институте при том же университете.
В 1993 году стал специальным корреспондентом газеты «Правда» в Нидерландах.
В 1996 году издательство «Международные отношения» выпускает книгу С. М. Меньшикова «Экономика России: практические и теоретические вопросы перехода к рынку». Книга состояла из трёх частей. В первой части автор суммировал достижения и недостатки центрального планирования. Во второй части автор проводил анализ причин провального реформирования. В третьей части автор предлагал программу выхода из кризиса. В этом же году в «Международных отношениях» вышла вторая художественная книга Меньшикова — детектив «Кремлёвские алмазы».
С 1997 года — главный научный сотрудник Центрального экономико-математического института Российской академии наук (ЦЭМИ РАН).
10 июня 1997 года по приглашению С. Ю. Глазьева принял участие в заседании Совета Федерации РФ, где министр экономики А. Б. Чубайс выступал с докладом о бюджете. Меньшиков подверг предлагаемые Чубайсом меры резкой критике.
В 1998 году совместно с Д. С. Львовым стал сопредседателем российского отделения организации «Экономисты против гонки вооружений» (Economists Allied Against the Arms Race — ECAAR).
С этого же года начал публиковать статьи в газете «Слово».
В 1999 году ECAAR провела в Москве семинар «Факторы экономического роста в России». С. М. Меньшиков выступает с докладом «Возобновление экономического роста в России». В сокращённом виде эта работа была опубликована на английском языке в книге «Новая Россия. Провалившаяся трансформация» (The new Russia. Transition Gone Awry (ed. Lawrence R. Klein and Marshall Pomer, Stanford University Press, 2001)) под редакцией Лоуренса Клейна и Маршала Поумера.
С этого же года (до декабря 2003 года) начинает вести колонку в англоязычной газете «Москоу трибюн».
В этом же году издательство «Международные отношения» выпустило учебник экономики С. М. Меньшикова «Новая экономика. Основы экономических знаний». Книга была рекомендована Министерством общего и профессионального образования РФ в качестве учебного пособия для студентов вузов, обучающихся по экономическим специальностям.
С 2000 года С. М. Меньшиков начал работать над фундаментальной книгой о новейшем российском капитализме. Книга вышла в свет в 2004 году в издательстве «Международные отношения» под названием «Анатомия российского капитализма». Книга получает много положительных отзывов. Представление книги прессе организовывает Михаил Делягин. Академик Олег Богомолов пишет несколько статей о книге.
В 2007 году издательство «Эксмо» выпустило книгу С. М. Меньшикова и Г. Н. Цаголова «Бизнес-долголетие: новый тип российских миллионеров», а издательство «Международные отношения» выпускает книгу Меньшикова «О времени и о себе. Воспоминания». В том же году обновлённая «Анатомия Российского капитализма» вышла в США на английском языке.
В мае 2007 года в секции Общественных наук президиума РАН состоялось чествование С. М. Меньшикова по случаю его 80-летия. Здесь юбиляр выступил с докладом о долговременных перспективах развития российской экономики.
В 2008 году в издательстве «Международные отношения» вышло второе издание книги «Анатомия российского капитализма».
В последние годы проживал в Голландии. Умер 13 ноября 2014 года на 88-м году жизни.

### Семья
Первая жена — Марина, дочь дипломата А. О. Арутюняна, сотрудница ИМЭМО. В браке имели дочь и сына Ивана [1952-2020], выпускника ВМК МГУ, сотрудника ВЦ РАН и преподавателя МФТИ, известного своими работами и подвижнической деятельностью в пропаганде и практическом применении в вузовском и послевузовском профессиональном обучении экспериментальной экономики средствами кибернетики и вычислительной техники.
Овдовев, женился на экономисте Ларисе Клименко, ставшей его соавтором по книге «Длинные волны в экономике».

## Основные работы
Монографии
- Американские монополии на мировом рынке, М.: Соцэкгиз, 1958
- Экономическое положение США. М.: Знание, 1961
- Современный экономический цикл (ред.), 1964
- Миллионеры и менеджеры, М.: Мысль, 1965
- Экономическая политика администрации Кеннеди (ред.), М.: Мысль, 1964
- Новейшие тенденции в управлении крупными фирмами США (ред.), М.: Наука, 1966
- Экономика капитализма и её противоречия на современном этапе. М., 1966
- Особенности воспроизводства капитала в современных условиях. М., 1969
- Политическая экономия государственно-монополистического капитализма (ред.), 1970
- Проблемы построения и использования народнохозяйственных моделей. (ред.), Новосибирск, 1971
- Динамические модели экономики (ред.), 1972
- Современный капитализм: краткая политэкономия, М.: Мысль, 1974
- Эконометрические модели и прогнозы (ред), 1975
- Моделирование американской экономики (с Ю. А. Чижовым и Е. М. Левицким), Новосибирск: Наука, 1975
- Экономический цикл: новые явления, М,: Прогресс, 1975
- Инфляция и цикл регулирования экономики, М.: Мысль, 1979
- Современный капитализм. От кризиса к кризису, М.: Мысль, 1981
- Современный капитализм. Экономика без будущего? М.: Мысль, 1986
- Капитализм, социализм, сосуществование (с Дж. К. Гэлбрейтом), М.: Прогресс, Хоутон Миффлин, 1988
- Длинные волны в экономике (с Л. А. Клименко), М.: Международные отношения, 1989
- Советская экономика. Катастрофа или катарсис? М.: Международные отношения, 1990
- Экономика России: практические и теоретические проблемы перехода к рынку, М.: Международные отношения, 1996
- Новая экономика: основы экономических знаний, М.: Международные отношения, 1999
- Дзарасов С., Меньшиков С., Попов Г. Судьба политической экономии и её советского классика, М.: Альпина Паблишер, 2004.
- Анатомия российского капитализма, М.: Международные отношения, 2004
- Бизнес-долголетие: новый тип российских миллионеров. Принципы делового успеха, М.:Эксмо, 2007 (с Г. Н. Цаголовым)
- Анатомия российского капитализма, М.: Международные отношения, 2008.

Мемуары
- О времени и о себе, М.: Международные отношения, 2007

Художественные книги
- Тайна папок Йонссона, М.: Международные отношения, 1988
- Кремлёвские алмазы, М.: Международные отношения, 1996

### Интервью
- Профессор Станислав Меньшиков: «Сумеем ли мы восстановиться как империя?» // Известия
- Мы практически уничтожили средний класс